# Kaoru Kadohara
Kaoru Kadohara (25 de maio de 1970) é uma ex-futebolista japonesa que atuava como meia.

## Carreira
Kaoru Kadohara representou a Seleção Japonesa de Futebol Feminino, nas Olimpíadas de 1996. 